# Jokelansaari (ö i Mellersta Finland)
Jokelansaari är en ö i Finland. Den ligger i sjön Tervajärvi och i kommunen Jämsä i landskapet Mellersta Finland, i den södra delen av landet, 200 km norr om huvudstaden Helsingfors. Öns area är 3,6 hektar och dess största längd är 290 meter i sydöst-nordvästlig riktning.